# Ecgwynn
Eccgwynn – pierwsza małżonka przyszłego króla Wesseksu, Edwarda Starszego.

## Etymologia
Jej imię wywodzi się od słowa Eċġwynn z języka staroangielskiego, które oznacza "miecz radości".

## Życiorys
Związek małżeński z Edwardem zawarła w 893 roku. Pierwsze wzmianki o niej pojawiają się w źródłach po inwazji Normanów na Anglię, a fakt, że była żoną Edwarda jest niepewny. Eccgwynn była matką Athelstana.
Prawdopodobnie była również matką Édith, która została żoną duńskiego króla Yorku i Dublina, Sigtrygga Caecha.